# Hydriomena sylvaria
Hydriomena sylvaria là một loài bướm đêm trong họ Geometridae.